# Thomas Watson (poeta)

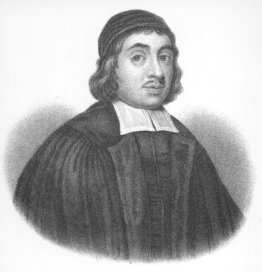
Thomas Watson.

Thomas Watson (1555 – 1592) foi um poeta lírico inglês, possivelmente educado em Oxford, onde estudou direito em Londres. Passou algum tempo no exterior, e ao mesmo tempo bastante jovem gozava de uma certa reputação como um poeta latino.
Perdeu-se o seu De Remedio Amoris, que foi sem dúvida a sua primeira composição importante, assim como a sua "Piece of work written in the commendation of women-kind" ("Obra em Homenagem às Mulheres"), também escrita em latim. Sua obra mais antiga que chegou até nós é sua versão latina da Antígona de Sófocles, publicada em 1581, dedicada a Philip Howard.
No ano seguinte, Watson publicou seus primeiros versos em inglês como um prefácio ao Heptameron de George Whetstone, então em seu famoso Hecatompathia ou Passionate Centurie of Love1, que diz ter sido inspirado por Frances Walsingham,, dedicado a [[Edward de Vere], que, tendo lido o manuscrito, encorajou Watson a publicá-lo.)
Certos estudiosos defendem que o Soneto 130 de William Shakespeare é uma sátira ao poema de Watson "Passionate Century of Love" ("Século Apaixonado de Amor").

## Obras selecionadas
- Sophoclis Antigone ; Londini: Excudebat Johannes Wolfius, 1581. OCLC 10044119
- An Eglogue upon the death of the Right Honorable Sir Francis Walsingham... ; London, 1590. OCLC 78487103
- The first sett, of Italian madrigalls Englished. ; London : Imprinted ... por Thomas Este, 1590. OCLC 25893427